# 2007 en astronomie
2005 en astronomie - 2006 en astronomie - 2007 en astronomie - 2008 en astronomie - 2009 en astronomie 

## Événements

### Janvier
- 3 janvier :

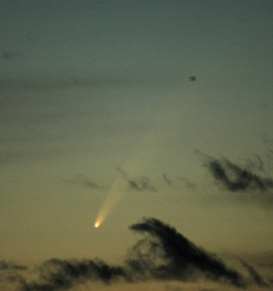
Vue de la comète McNaught.

  - la Terre se trouve à son périhélie[1];
  - 1re pleine lune de 2007[2].
- 4 janvier :
  - annonce de la découverte de lacs de méthane à la surface de Titan, le satellite de Saturne, par la sonde Cassini[3],[4],[5];
  - maximum d'intensité de l'essaim d'étoiles filantes des Quadrantides (environ 120 météores par heure)[réf. nécessaire].
- 6 janvier : conjonction entre Saturne et la Lune (1,6° de séparation)[réf. nécessaire].
- 7 janvier : conjonction supérieure de Mercure[réf. nécessaire].
- 12 janvier : la comète McNaught atteint son périhélie et est visible à l’œil nu juste avant le lever et peu après le coucher du soleil[6].
- 19 janvier : 1re nouvelle lune de 2007[2].
- 20 janvier : conjonction entre Vénus et la Lune (1,4° de séparation)[réf. nécessaire].
- 30 janvier : la caméra ACS à bord du télescope spatial Hubble subit un problème électrique et s'éteint. Elle ne sera probablement pas remplacée[7].

### Février
- 2 février :
  - 2e pleine lune de 2007[2];
  - conjonction de la Lune et de Saturne (0,52° de séparation centre à centre)[réf. nécessaire].
- 5 février : rapprochement entre Mercure et Vénus (6,3° de séparation)[réf. nécessaire].
- 7 février :
  - conjonction de Vénus et Uranus (40,4' de séparation)[réf. nécessaire];
  - Mercure est à sa plus grande élongation est[réf. nécessaire].
- 8 février : Neptune est en conjonction avec le Soleil[réf. nécessaire].
- 10 février : Saturne est à l'opposition (diamètre apparent d'environ 20', magnitude apparente d'à peu près 0)[réf. nécessaire].
- 12 février : rapprochement entre la Lune et Jupiter (environ 7° de séparation)[réf. nécessaire].
- 17 février :
  - 2e nouvelle lune de 2007[2];
  - pic de luminosité de la nova V1280 Scorpii (magnitude 3,9)[8] ; une seconde nova, V1281 Scorpii, sera découverte quelques jours plus tard[9].
- 19 février : conjonction de la Lune et de Vénus (2° de séparation)[réf. nécessaire].
- 22 février : conjonction inférieure de Mercure[réf. nécessaire].
- 23 février : occultation des Pléiades par la Lune[réf. nécessaire].

### Mars
- 3 mars :
  - 3e pleine lune de 2007[2];
  - éclipse lunaire totale[10].

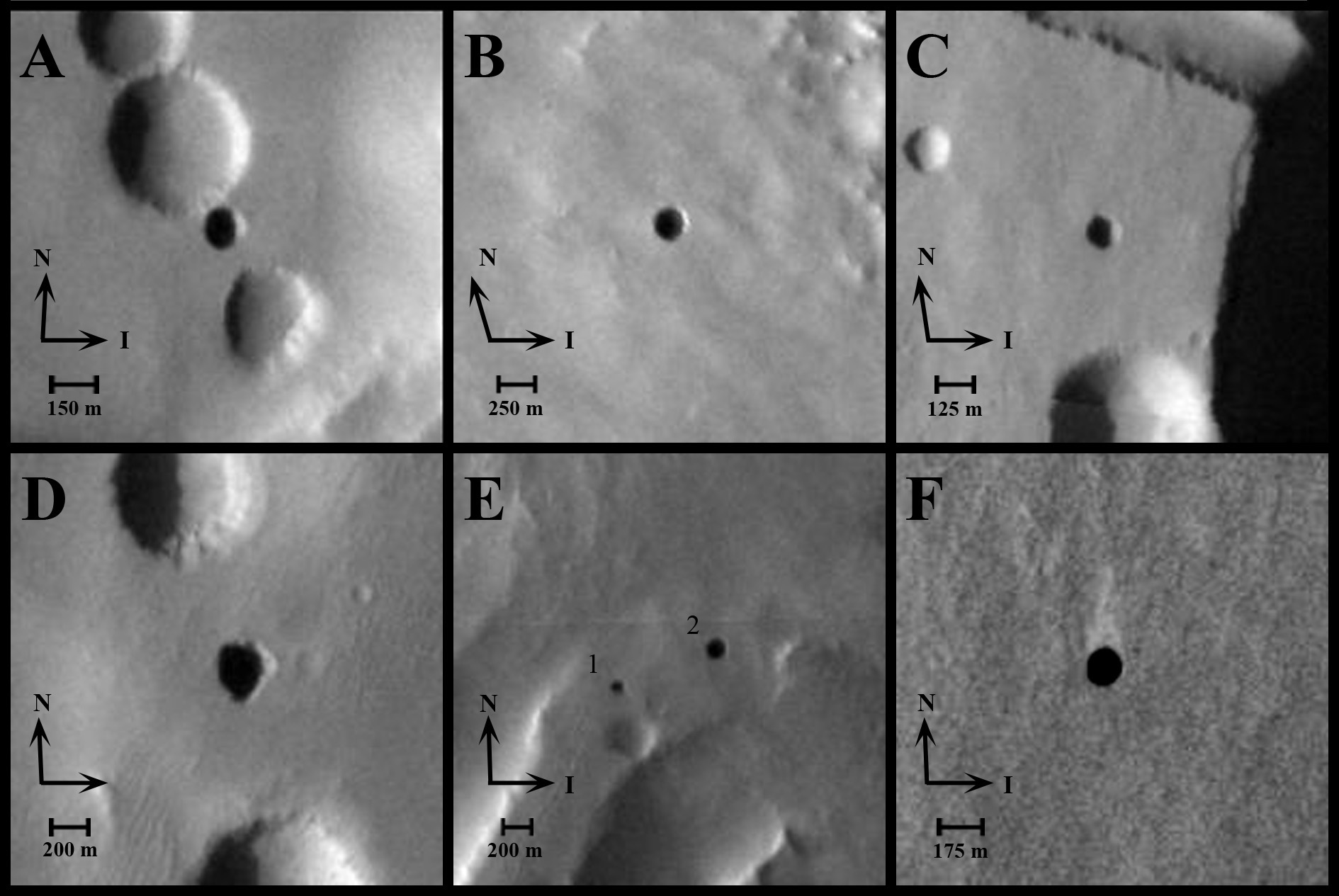
Photographies de l'entrée des possibles grottes sur le flanc d'Arsia Mons, sur Mars.

- 17 mars : découverte de possibles grottes sur le flanc d'Arsia Mons, sur Mars[11].
- 19 mars :
  - 3e nouvelle lune de 2007[2];
  - éclipse solaire partielle[10].
- 21 mars :
  - équinoxe de mars à 00:07 UTC[1];
  - plus grande élongation ouest de Mercure (28°)[réf. nécessaire].

### Avril
- 2 avril : 4e pleine lune de 2007[2].
- 4 avril : annonce de la découverte de Gliese 581 c, une exoplanète relativement semblable à la Terre et qui gravite dans une zone habitable[12].
- 10 avril : l'analyse spectroscopique de l'exoplanète HD 209458 b fournit la première preuve de l'existence de vapeur d'eau atmosphérique en dehors du système solaire[13].
- 13 avril : annonce de la découverte de Tarqeq (alors désigné par S/2007 S 1), 59e satellite naturel de Saturne[14].
- 17 avril : 4e nouvelle lune de 2007[2].

### Mai
- 1er mai : annonce de la découverte de deux nouveaux satellites de Saturne, S/2007 S 2 et S/2007 S 3[14].
- 2 mai : 5e pleine lune de 2007[2].
- 2 mai : annonce de la découverte de HAT-P-2 b, exoplanète géante en orbite autour de l'étoile HD 147506, à 440 années-lumière du Soleil[15].
- 3 mai :
  - annonce de la découverte de CoRoT-1 b, premier Jupiter chaud découvert par le satellite CoRoT[16];
  - en mesurant précisément la rotation de Mercure, des scientifiques découvrent qu'elle présente un vacillement significatif, indiquant que le noyau de la planète est probablement liquide[17].
- 7 mai :annonce par le CEA de la découverte de matière noire dans les débris d'une collision entre deux galaxies[18].
- 10 mai : annonce de la découverte de HD 155358 b et HD 155358 c, deux exoplanètes géantes gazeuses en orbite autour de l'étoile HD 155358, située à 142 années-lumière du Soleil dans la constellation d'Hercule[19].
- 16 mai : 5e nouvelle lune de 2007[2].
- 21 mai : annonce par la NASA de la découverte sur Mars de fortes concentrations de silice par le rover Spirit. Le processus de formation de telles quantités pourrait impliquer la présence passée d'eau liquide[20].
- 28 mai : annonce de la découverte de 28 nouvelles exoplanètes par une équipe internationale d'astronomes[21].

### Juin
- 1er juin : 6e pleine lune de 2007[2].
- 4 juin : transit de Mercure devant le Soleil depuis Vénus[22].
- 8 juin : NGC 3603 A1 devient la plus grosse étoile mesurée à ce jour, avec une masse de 114 fois celle du Soleil[23].
- 15 juin : 6e nouvelle lune de 2007[2].
- 21 juin : solstice de juin à 18:06 UTC[1].
- 30 juin : 7e pleine lune de 2007[2].

### Juillet
- 2 juillet : conjonction entre Vénus et Saturne (46' de séparation)[réf. nécessaire].
- 7 juillet : la Terre se trouve à son aphélie[1].
- 14 juillet : 7e nouvelle lune de 2007[2].
- 18 juillet : annonce de la découverte d'Anthée (alors désigné S/2007 S 4), 63e satellite naturel de Saturne[24].
- 30 juillet : 8e pleine lune de 2007[2].

### Août
- 6 août : annonce de la découverte de TrES-4, la plus grande exoplanète connue[25].
- 12 août : 8e nouvelle lune de 2007[2].
- 18 août : conjonction entre Mercure et Saturne (30' de séparation)[réf. nécessaire].
- 24 août : découverte d'un immense "trou" dans l'univers s'étendant sur un milliard d'années-lumière par le radiotélescope VLA[26],[27].
- 28 août :
  - 9e pleine lune de 2007[2].
  - Éclipse lunaire totale[10].

### Septembre
- 11 septembre :
  - 9e nouvelle lune de 2007[2];
  - éclipse solaire partielle[10].
- 23 septembre : équinoxe de septembre à 09:51 UTC[1].
- 26 septembre : 10e pleine lune de 2007[2].

### Octobre
- 11 octobre : 10e nouvelle lune de 2007[2].
- 15 octobre : 

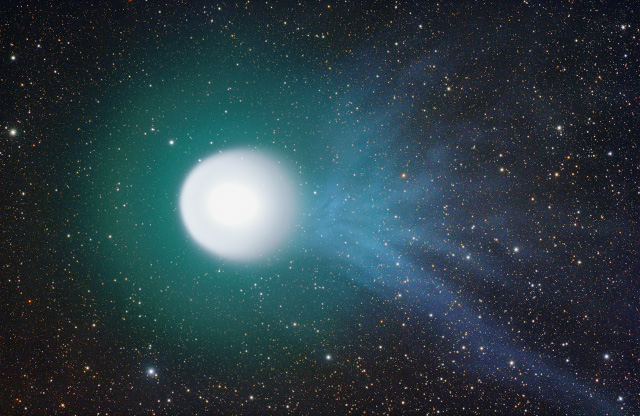
La comète 17P/Holmes, le 4 novembre 2007.

  - rapprochement entre Vénus et Saturne (2° 56' de séparation)[réf. nécessaire].
  - la sonde Cassini fête ses 10 ans d'activité et découvre de nouveaux lacs d'hydrocarbures sur Titan[28].
- 23 octobre : la luminosité de la comète 17P/Holmes passe brutalement de la magnitude 17 à la magnitude 2,8 en quelques heures[29],[30], peut-être à la suite d'un dégazage.
- 26 octobre : 11e pleine lune de 2007[2].

### Novembre
- 2 novembre : observation d'un nouveau type de supernova, à la suite d'une collision entre deux naines blanches[31].
- 6 novembre : annonce de la découverte de 55 Cancri f, 5e exoplanète connue autour de l'étoile 55 Cancri A, par le télescope Shane de l'observatoire Lick[32].
- 9 novembre : 11e nouvelle lune de 2007[2].
- 21 novembre : une nouvelle classe de naines blanches est découverte grâce aux données du Sloan Digital Sky Survey. Ces étoiles sont suffisamment lourdes pour fusionner ou expulser tout leur hélium lors de leur cycle de vie final et possèdent une surface et une atmosphère de carbone pur[33].
- 24 novembre : 12e pleine lune de 2007[2].

### Décembre

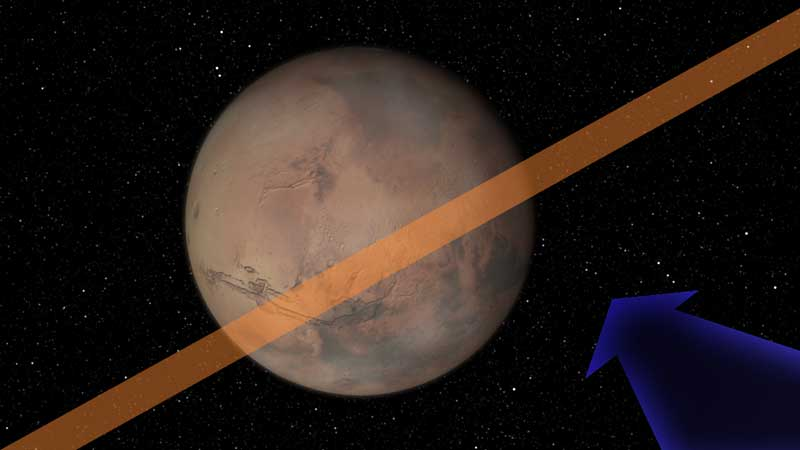
Schématique de l'impact possible de 2007 WD_{5} sur Mars (NASA/JPL).

- 8 décembre : équinoxe sur Uranus : le Soleil brille à la verticale de l'équateur de la planète[34].
- 9 décembre : 12e nouvelle lune de 2007[2]..
- 20 décembre :
  - rapprochement entre Mercure et Jupiter (1° 48' de séparation)[réf. nécessaire].
  - l'ONU déclare 2009 "Année mondiale de l'astronomie" pour célébrer les 400 ans de la première observation du ciel à l'aide d'un instrument par Galilée
- 21 décembre : le Near Earth Objet Program annonce que l'astéroïde 2007 WD5 a une chance sur 75 de percuter Mars le 30 janvier 2008[35]. Le 28 décembre, les chances sont réévaluées à 1 sur 25[36], puis descendues à 1 sur 28 le 2 janvier[37]. Finalement, le 9 janvier, cette probabilité est estimée presque nulle, avec 1 chance d'impact sur 10 000[38].
- 22 décembre : solstice de décembre à 06:08 UTC[1].
- 24 décembre : 13e pleine lune de 2007[2].